# Голубянка Елены
Голубянка Елены (лат. Polyommatus elena) — вид бабочек из семейства голубянок.

## Этимология
Вид назван в честь русского энтомолога — Елены Александровны Фоминой.

## Замечания по систематике
Результаты молекулярно-генетического анализа свидетельствуют о том, что как митохондриальная, так и ядерная последовательности ДНК у Polyommatus icarus, Polyommatus icadius и Polyommatus elena образуют отдельные самостоятельные ветви. Также имеются отличия в строении гениталий: у самцов Polyommatus icarus и Polyommatus icadius ункус в боковой проекции с расширением у основания, а у самца Polyommatus elena ункус является суженным на всём своём протяжении. На поствагинальной пластинке у самок Polyommatus elena имеется характерный участок склеротизации.

## Описание
Длина переднего крыла 13-15 мм. Крылья верхней стороны крыльев фиолетово-голубая по всей поверхности, за исключением зачернённого костального края заднего крыла и очень узкой тёмной каймы по внешнему краю. Бахромка крыльев грязно-белая, затемнённая в основной части. Нижяя сторона крыльев серого цвета с очень слабым голубоватым оттенком. Чёрные пятна на нижней стороне крыльев окружены белыми кольцами. На переднем крыле между срединным пятном и основанием крыла располагается три пятна: одиночное — в центральной ячейке и два соприкасающихся. Пятна прикраевого ряда расплывчатые. На задних крыльях располагается четыре прикорневых пятна, располагающихся на одной линии. В главном ряду пятен нижней стороны задних крыльев второе от костального края пятно располагается ближе к первому пятну главного ряда, чем к первому оранжевому прикраевому пятну. В основании задних крыльев голубоватое напыление не выходит за линию базальных пятен. Краевой рисунок с полным рядом оранжевых прикраевых лунок и белым клиновидным мазком.
Также встречается форма, характеризующаяся наличием на исподе передних крыльев вдоль анального края изогнутой чёрной полоски. Данная форма особенно характерна для южной части ареала вида.

## Ареал
Область распространения вида простирается от причерноморских районов Закавказья на юге до Пензенской и Самарской области на севере. Популяции являются достаточно локальными и немногочисленными.

## Биология
Бабочки встречаются исключительно на сырых лугах, не подвергавшихся антропогенному воздействию, в большинстве случаев непосредственно рядом с водоёмами различного типа: болотами, заболоченными ручьями и речками. развивается в нескольких поколениях за год. Время лёта с начала июля по начало октября.
Яйцо дискообразной формы, сплюснутое. Его поверхность в мелких ячейках. Окраска яйца белая с зеленоватым оттенком, микропиле зелёного цвета. Яйца откладываются самкой по одному на листья кормовых растений гусениц — лакрица, Glycyrrhiza glabra, Lotus corniculatus или Trifolium fragiferum. Стадия яйца длится 4 дня. Гусеница первого возраста желтовато-зелёная с более тёмными пятнами, расположенными выше белых дыхалец. Вдоль спины и боков располагаются длинные белые волоски. Голова чёрно-бурого цвета. Гусеница старшего возраста с яркой и контрастной окраской: зеленая, со спинной полосой темно-зеленого цвета, ограниченной контрастными белыми линиями, чёрной головой, покрыта редкими, короткими белыми волосками. Её длина достигает 13-15 мм. Питается цветами кормовых растений. Куколка длиной 9-10 мм, матовая, зеленого цвета, с тёмно-зелёной спинной полосой и белыми дыхальцами, покрыта редкими короткими волосками. Стадия куколки длится как минимум 10 дней.